# Museo Livingstone
El Museo Livingstone  es un museo zambiano situado en Livingstone, la antigua capital de Rodesia del Norte. 

## Historia
Creado en 1934 con el nombre de « Rhodes-Livingstone Museum », es el más antiguo de los cuatro museos nacionales del país.
Un nuevo edificio de estilo colonial español fue inaugurado en 1951.
En 1960 el museo reconstruyó las poblaciones de cinco grupos étnicos para dar a los visitantes «una idea de la vida tribal tradicional», presentado como correspondiente « a la forma de vivir en Europa en la edad de bronce y de hierro».
En 2003 los edificios fueron renovados gracias a los fondos de la Unión Europea.

## Colecciones
El museo también tiene una galería dedicada al explorador David Livingstone y sus objetos personales – los departamentos dedicados a la arqueología , a la etnografía, a la historia, así como a la historia natural, particularmente bien representada, que comprende seis secciones : mamiferología, ornitología, Herpetología, entomología, botánica e ictiología.